# 경수대로
경수대로(京水大路)는 경기도 수원시 권선구 곡선동에서 경기도 안양시 만안구 석수동 석수역을 잇고 있는 경기도의 도로이다.

## 역사
- 1967년 10월 : 공사 착공[1]
- 1973년 11월 21일 : 서울 영등포구 시흥2동 ~ 수원시 조원동 수원공설운동장 19.74km 구간 신설 및 확장 개통[2]
- 1993년 11월 : 안양시 석산입구 ~ 군포사거리 8.1km 구간 왕복 10차선 확장 개통, 군포사거리와 명학사거리, 비산사거리 3곳에 지하차도 건설 및 안양유원지입구사거리에 고가차도 건설[3]
- 2009년 7월 10일 : 2개 이상 시·도에 걸쳐 있는 도로로 경수대로를 고시[4]

## 주요 경유지
경기도
- 수원시 (권선구 (대황교동 · 곡반정동 · 대황교동 · 권선동 · 세류동 · 권선동) - 팔달구 (인계동 · 지동 · 우만동) - 장안구 (연무동 · 영화동 · 조원동 · 송죽동 · 파장동 · 이목동)) - 의왕시 (왕곡동 · 고천동 · 오전동) - 군포시 당정동 - 안양시 (동안구 (호계동 · 비산동) - 만안구 (안양동 · 석수동))

## 노선

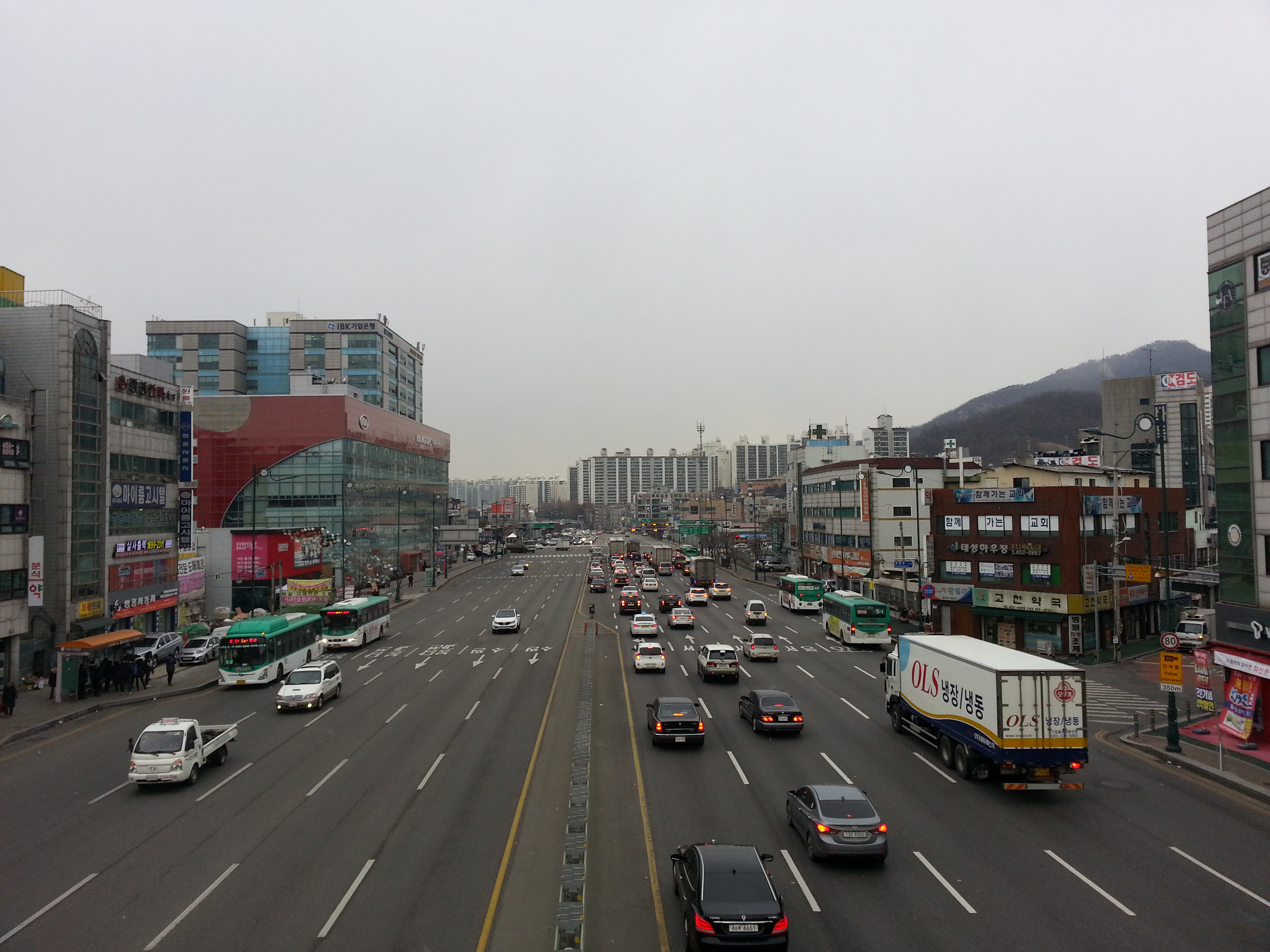
의왕시 고천동 인근의 모습

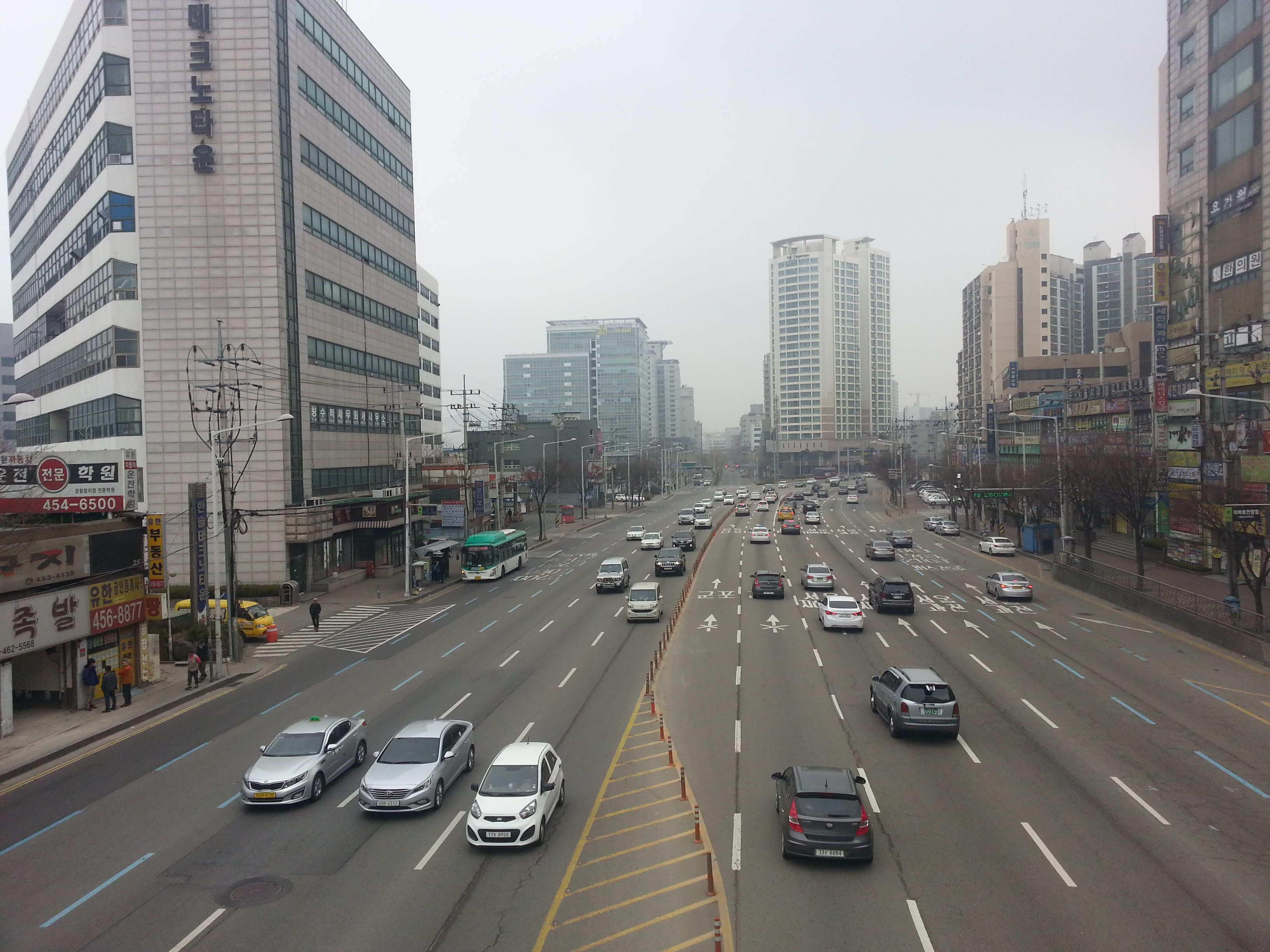
안양시 동안구 호계3동 인근의 모습

| 이름                          | 접속 노선                                                      | 소재지                        | 소재지                                    | 비고                                      |
| 경기대로와 직결               | 경기대로와 직결                                                | 경기대로와 직결               | 경기대로와 직결                           | 경기대로와 직결                           |
| ----------------------------- | -------------------------------------------------------------- | ----------------------------- | ----------------------------------------- | ----------------------------------------- |
| 대성교 남단                   | 반정로                                                         | 수원시                        | 권선구                                    | 국도 제1호선 구간                         |
| 대성교                        |                                                                | 수원시                        | 권선구                                    | 국도 제1호선 구간                         |
| 곡반정동입구                  | 수원시도 제51호선 (동수원로)                                   | 수원시                        | 권선구                                    | 국도 제1호선 구간 서울 방향 진출입만 가능 |
| 비행장사거리                  | 수원시도 제41호선 (정조로) 경수대로158번길                     | 수원시                        | 권선구                                    | 국도 제1호선 구간                         |
| 물이랑교사거리                | 경수대로190번길 경수대로191번길                                | 수원시                        | 권선구                                    | 국도 제1호선 구간                         |
| 터미널사거리                  | 덕영대로                                                       | 수원시                        | 권선구                                    | 국도 제1호선 구간                         |
| 세류문화길삼거리              | 경수대로302번길                                                | 수원시                        | 권선구                                    | 국도 제1호선 구간                         |
| 세권사거리                    | 수원시도 제46호선 (세권로)                                     | 수원시                        | 권선구                                    | 국도 제1호선 구간                         |
| 권선사거리                    | 수원시도 제40호선 (권선로)                                     | 수원시                        | 권선구                                    | 국도 제1호선 구간 권선지하차도            |
| 시청사거리                    | 효원로                                                         | 수원시                        | 권선구                                    | 국도 제1호선 구간 권선지하차도            |
| 시청사거리                    | 효원로                                                         | 수원시                        | 팔달구                                    | 국도 제1호선 구간 권선지하차도            |
| 인계사거리                    | 수원시도 제36호선 (인계로)                                     | 수원시                        | 국도 제1호선 구간                         |                                           |
| 한신아파트앞사거리            | 장다리로                                                       | 수원시                        | 국도 제1호선 구간 동수원고가차도          |                                           |
| 동수원사거리                  | 국도 제42호선 국도 제43호선 국가지원지방도 제98호선 (중부대로) | 수원시                        | 국도 제1호선 구간 동수원고가차도          |                                           |
| 동수원사거리                  | 국도 제42호선 국도 제43호선 국가지원지방도 제98호선 (중부대로) | 수원시                        | 국도 제1, 43호선 구간 동수원고가차도      |                                           |
| 못골사거리                    | 세지로                                                         | 수원시                        | 국도 제1, 43호선 구간                     |                                           |
| 창룡문사거리 (창룡문지하차도) | 국도 제43호선 (창룡대로)                                       | 수원시                        | 국도 제1, 43호선 구간                     |                                           |
| 창룡문사거리 (창룡문지하차도) | 국도 제43호선 (창룡대로)                                       | 수원시                        | 장안구                                    | 국도 제1호선 구간                         |
| 영연교                        |                                                                | 수원시                        | 장안구                                    | 국도 제1호선 구간                         |
| 교육청사거리                  | 광교산로 수원시도 제26호선 (팔달로)                            | 수원시                        | 장안구                                    | 국도 제1호선 구간                         |
| 영화초교사거리                | 수성로                                                         | 수원시                        | 장안구                                    | 국도 제1호선 구간                         |
| 종합운동장사거리              | 송정로                                                         | 수원시                        | 장안구                                    | 국도 제1호선 구간                         |
| 장안구청사거리 (장안지하차도) | 송원로                                                         | 수원시                        | 장안구                                    | 국도 제1호선 구간                         |
| 대동우물사거리                | 경수대로973번길 경수대로976번길                                | 수원시                        | 장안구                                    | 국도 제1호선 구간                         |
| 솔대사거리                    | 만석로                                                         | 수원시                        | 장안구                                    | 국도 제1호선 구간                         |
| 파장천사거리                  | 파장천로                                                       | 수원시                        | 장안구                                    | 국도 제1호선 구간                         |
| 교육원삼거리                  | 이목로                                                         | 수원시                        | 장안구                                    | 국도 제1호선 구간                         |
| 지지대 교차로                 | 서부로 경수대로1220번길                                        | 수원시                        | 장안구                                    | 국도 제1호선 구간                         |
| 파장 나들목                   | 수원북부순환로                                                 | 수원시                        | 장안구                                    | 국도 제1호선 구간                         |
| 지지대고개                    |                                                                | 수원시                        | 장안구                                    | 국도 제1호선 구간                         |
| 의왕시                        | 고천동                                                         |                               |                                           | 국도 제1호선 구간                         |
| 의왕시                        | 고천동                                                         | 북수원 나들목                 | 50호선 영동고속도로                       | 국도 제1호선 구간                         |
| 의왕시                        | 고천동                                                         | 골사그내 교차로               | 고고리길 골사그내길                       | 국도 제1호선 구간                         |
| 의왕시                        | 고천동                                                         | 야쿠르트입구 교차로           | 대안사길                                  | 국도 제1호선 구간                         |
| 의왕시                        | 고천동                                                         | 의왕 나들목                   | 지방도 제309호선 (봉담과천도시고속화도로) | 국도 제1호선 구간                         |
| 의왕시                        | 고천동                                                         | 고합삼거리                    |                                           | 국도 제1호선 구간                         |
| 의왕시                        | 고천동                                                         | 고천사거리 (의왕고천지하차도) | 사천로 오봉로                             | 국도 제1호선 구간                         |
| 의왕시                        | 고천동                                                         | 의왕고천시외버스정류장        |                                           | 국도 제1호선 구간                         |
| 의왕시                        | 고천동                                                         | 기업은행사거리                | 고천공업로 오전천로                       | 국도 제1호선 구간                         |
| 의왕시                        | 오전동사거리                                                   | 고산로 효행로                 | 오전동                                    | 국도 제1호선 구간                         |
| 의왕시                        | 원골로삼거리                                                   | 원골로                        | 오전동                                    | 국도 제1호선 구간                         |
| 의왕시                        | 모락로삼거리                                                   | 모락로 의왕군포로             | 오전동                                    | 국도 제1호선 구간                         |
| 의왕시                        | 포도원사거리                                                   | 고래들길 포도원로             | 오전동                                    | 국도 제1호선 구간                         |
| 북:안양시 남:군포시           | 포도원사거리                                                   | 고래들길 포도원로             | 북:동안구 남:군포동                       | 국도 제1호선 구간                         |
| 북:안양시 남:군포시           | 호계삼거리                                                     | 농심로 엘에스로               | 북:동안구 남:군포동                       | 국도 제1호선 구간                         |
| 호계사거리 (호계지하차도)     | 국도 제47호선 (흥안대로)                                       | 안양시                        | 동안구                                    | 국도 제1호선 구간                         |
| 신기사거리                    | 신기대로 경수대로623번길                                       | 안양시                        | 동안구                                    | 국도 제1호선 구간 평촌 나들목과 간접 연결 |
| 방축사거리                    | 귀인로                                                         | 안양시                        | 동안구                                    | 국도 제1호선 구간                         |
| 호계동시외버스정류장          |                                                                | 안양시                        | 동안구                                    | 국도 제1호선 구간                         |
| 범계사거리 (범계지하차도)     | 시민대로                                                       | 안양시                        | 동안구                                    | 국도 제1호선 구간                         |
| 비산교                        | 덕천로 학의로                                                  | 안양시                        | 동안구                                    | 국도 제1호선 구간                         |
| 비산사거리 (비산지하차도)     | 국가지원지방도 제57호선 (관악대로)                             | 안양시                        | 동안구                                    | 국도 제1호선 구간                         |
| 대림대사거리                  | 임곡로                                                         | 안양시                        | 동안구                                    | 국도 제1호선 구간                         |
| (박달2교 동단)                | 박달우회로                                                     | 안양시                        | 만안구                                    | 국도 제1호선 구간                         |
| 예술공원사거리                | 예술공원로                                                     | 안양시                        | 만안구                                    | 국도 제1호선 구간 유원지고가차도          |
| 석수교                        |                                                                | 안양시                        | 만안구                                    | 국도 제1호선 구간 유원지고가차도          |
| 신촌교                        | 경수대로1244번길                                               | 안양시                        | 만안구                                    | 국도 제1호선 구간                         |
| 삼막삼거리(관악역)            | 삼막로 경수대로1273번길                                        | 안양시                        | 만안구                                    | 국도 제1호선 구간                         |
| 석수 나들목                   | 110호선 제2경인고속도로                                        | 안양시                        | 만안구                                    | 국도 제1호선 구간                         |
| 안양육교삼거리                | 안양로                                                         | 안양시                        | 만안구                                    | 국도 제1호선 구간                         |
| 석수역                        | 삼성산길                                                       | 안양시                        | 만안구                                    | 국도 제1호선 구간                         |
| 시흥대로와 직결               |                                                                |                               |                                           |                                           |

## 주요 건물 및 시설
- 권선중학교 (경기도 수원시 권선구 경수대로 239)
- NC백화점 수원터미널점, 수원종합버스터미널 (경기도 수원시 권선구 경수대로 270)
- 경인방송 경기총국 (경기도 수원시 권선구 경수대로 396-4)
- 수원권선동우체국 (경기도 수원시 권선구 경수대로 382)
- KT 남수원지사 (경기도 수원시 권선구 경수대로 401)
- 경기매일 (경기도 수원시 권선구 경수대로 411)
- OBS경인TV 수원총국 (경기도 수원시 팔달구 경수대로 420)
- OBS 라디오 (경기도 수원시 팔달구 경수대로 420)
- 수원윌스기념병원 (경기도 수원시 팔달구 경수대로 437)
- 교보빌딩 (경기도 수원시 팔달구 경수대로 477)
- 국제사이버대학교 (경기도 수원시 팔달구 경수대로 490)
- 한국장애인고용공단 경기지역본부 (경기도 수원시 팔달구 경수대로 518)
- 수원지동우체국 (경기도 수원시 팔달구 경수대로 603)
- 수원시장기요양지원센터 (경기도 수원시 팔달구 경수대로 612)
- 동부파출소 (경기도 수원시 팔달구 경수대로 621)
- 지만119안전센터 (경기도 수원시 팔달구 경수대로 660)
- 연무동행정복지센터 (경기도 수원시 장안구 경수대로 757)
- 창룡문파출소 (경기도 수원시 장안구 경수대로 758)
- 경기도수원교육지원청 (경기도 수원시 장안구 경수대로 792)
- 영화초등학교 (경기도 수원시 장안구 경수대로 838)
- 조원동지역아동센터 (경기도 수원시 장안구 경수대로 856)
- 한국건강관리협회 경기지부 (경기도 수원시 장안구 경수대로 857)
- 수원종합운동장, 수원 케이티 위즈 파크 (경기도 수원시 장안구 경수대로 893)
- 홈플러스 북수원점 (경기도 수원시 장안구 경수대로 930)
- 북수원패션아울렛 (경기도 수원시 장안구 경수대로 950)
- 한전KDN 경기지역본부 (경기도 수원시 장안구 경수대로 1055)
- 대영프라자 (경기도 수원시 장안구 경수대로 1082-7)
- 중부지방국세청 (경기도 수원시 장안구 경수대로 1110-17)
- 경기도기록관 (경기도 수원시 장안구 경수대로 1128)
- 경기도인재개발원, 경기복지재단, 경기연구원, 경기창조학교 (경기도 수원시 장안구 경수대로 1150)
- 시몬느 (경기도 의왕시 경수대로 279)
- 오전119안전센터 (경기도 의왕시 경수대로 344)
- 의왕지구대 (경기도 의왕시 경수대로 352)
- 의왕신안우편취급국 (경기도 의왕시 경수대로 367)
- 국민건강보험공단 의왕지사 (경기도 의왕시 경수대로 413)
- 안양호계3동우편취급국 (경기도 의왕시 경수대로 428)
- 호계3동행정복지센터 (경기도 안양시 동안구 경수대로 504)
- KT 호계지사 (경기도 안양시 동안구 경수대로 507)
- 호계1동주민센터 (경기도 안양시 동안구 경수대로 538)
- 안양윌스기념병원 (경기도 안양시 동안구 경수대로 560)
- 비산2동행정복지센터 (경기도 안양시 동안구 경수대로 870)
- 동안구선거관리위원회 (경기도 안양시 동안구 경수대로 932)
- 관악장애인종합복지관 (경기도 안양시 만안구 경수대로 1132)
- 삼성초등학교 (경기도 안양시 만안구 경수대로 1240)
- 석수1동행정복지센터 (경기도 안양시 만안구 경수대로 1252)